# Tresjtjotka

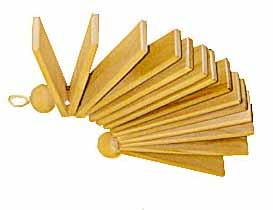
Tresjtjotka

Tresjtjotka (ryska Трещотка) är ett ryskt folkmusikinstrument som tillhör familjen idiofoner, en sorts instrument som imiterar handklappning. Det tillverkas genom att 15–20 tunna träskivor av ek binds ihop med ett snöre. Mellan de 16 och 18 centimeter långa skivorna finns kortare stycken av trä, för att hålla isär skivorna.